# Барон Маунтжой
Барон Маунтжой (англ. Baron Mountjoy) — английский, ирландский и британский аристократический титул, создававшийся несколько раз, начиная с 1465 года.

## История титула
Титул барона Маунтжоя был впервые создан в 1465 году для Уолтера Блаунта, правнука сэра Джона Блаунта из Содингтона и Изольды Маунтжой. Это первый известный историкам случай, когда английский титул не был связан с одним из владений его обладателя. Восьмой барон Маунтжой в 1603 году получил титул графа Девоншира, но не оставил законных детей, так что после его смерти род угас (1606). Оставшийся внебрачный сын графа Маунтжой Блаунт получил ирландский титул барона Маунтжоя из Маунтжой Форта (1618), английские титулы барона Маунтжоя из Турвестона (1627) и графа Ньюпорта (1628). Все эти титулы исчезли после смерти третьего графа Ньюпорта в 1681 году.
Сестра второго барона Маунтжоя Элизабет Блаунт стала женой первого барона Виндзора. Её потомок Томас Виндзор, 1-й виконт Виндзор, в 1712 году получил британский титул барона Маунтжоя, исчезнувший после смерти сына Томаса в 1758 году.
Люк Гардинер (1745—1798) в 1789 году получил ирландский титул барона Маунтжоя.

## Носители
- Уолтер Блаунт (умер в 1474), 1-й барон Маунтжой[3];
- Эдуард Блаунт (приблизительно 1467—1475), 2-й барон Маунтжой[4];
- Джон Блаунт (приблизительно 1450—1485), 3-й барон Маунтжой;
- Уильям Блаунт (1478—1534), 4-й барон Маунтжой[5];
- Чарльз Блаунт (1516—1544), 5-й барон Маунтжой;
- Джеймс Блаунт (1533—1581), 6-й барон Маунтжой;
- Уильям Блаунт (1561—1594), 7-й барон Маунтжой;
- Чарльз Блаунт (1562—1606), 8-й барон Маунтжой, 1-й граф Девоншир[6].